# Seiko Astron

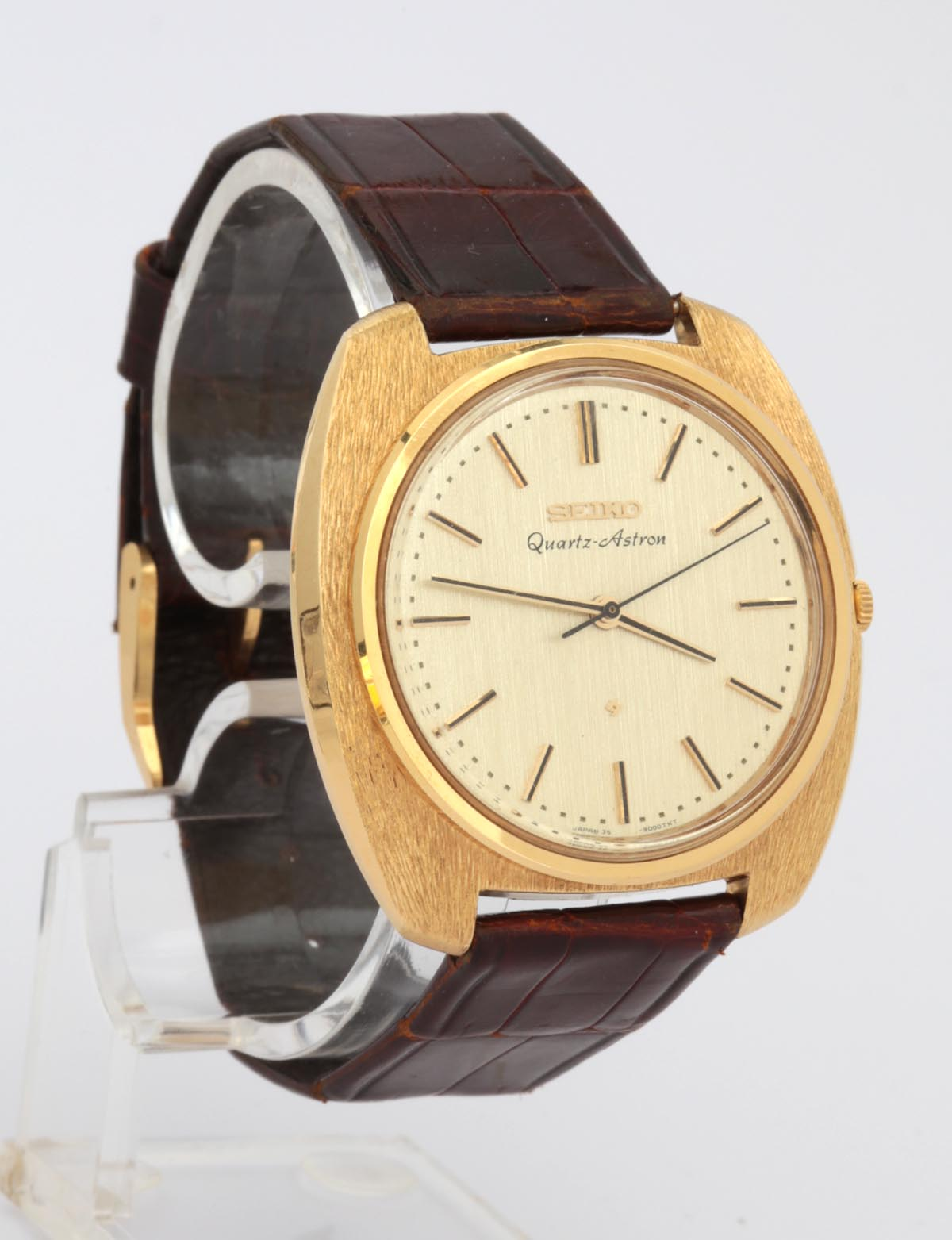
Seiko Astron

Astron (oficjalna nazwa Seiko Quartz-Astron 35SQ) – pierwszy na świecie, produkowany na masową skalę, zegarek kwarcowy firmy Seiko. Jego premiera w 25 grudnia 1969 jest uznawana za początek rewolucji kwarcowej oraz jeden z kamieni milowych w rozwoju elektrotechniki.
W ciągu pierwszego tygodnia sprzedano 100 złotych zegarków, każdy po cenie detalicznej 450 000 jenów (1 250 dolarów), czyli ówcześnie równowartość średniej klasy samochodu. Zasadnicze elementy obejmowały oscylator kwarcowy typu Y, hybrydowy układ scalony i ultra mały silnik krokowy z blokadą fazową. Według Seiko, mechanizm ten odmierza czas z precyzją ± 5 sek/msc lub 1min/rok, a jego żywotność baterii wynosiła 1 rok lub dłużej. 
W marcu 2010 r. na targach zegarków Baselworld w Szwajcarii, firma Seiko zaprezentowała nową, limitowaną edycję tego zegarka upamiętniając czterdziestą rocznicę jego powstania.